# Evershade
Evershade — четвёртый полноформатный студийный альбом финской группы Yearning, вышедший в 2003 году.

## Об альбоме
По мнению российского журнала Dark City музыка альбома как таковая содержит элементы «готики» лишь в минимальном количестве, а в качестве стилистики альбома журнал приводит такой термин как оркестровый дум-метал. При этом в музыке альбома доминирует именно та хрестоматийная депрессия и тоска, которая была присуща думовым командам середины 90-х. В итоге журнал ставит альбому 4 балла из 5 возможных заявляя, что это — настоящая меланхолия, а не дешёвые тинейджерские сопли!. Альбом отличает мелодичность и атмосферность, много места, в отличие от прошлых работ коллектива, уделено «чистому вокалу». Также на некоторых композициях альбома можно слышать гроулинг — Nocturne и Deathbearer.

## Список композиций
1. Nocturne — 02:07
2. Statues Amidst a Frozen Sand of Time — 07:25
3. Conditio Humana — 04:08
4. Aureole — 04:51
5. Evershade — 06:52
6. Deathbearer — 06:39
7. Contemplation — 06:45
8. A Day When the World Started to Weep — 11:13

## Участники записи
- Juhani Palomaki — вокал, гитара, клавишные
- T. Kristian — ударные, семплы